# Doonaha
Doonaha (Dún Átha) est un petit village sur la péninsule de Loop Head dans le comté de Clare, en Irlande. Il est situé le long de la R487et sur la rive de lu  Shannon.
Pendant la Seconde Guerre mondiale, la batterie de Doonaha était la partie nord des défenses de l'estuaire du Shannon. Son homologue, batterie de Corran Point est situéesur la rive sud. La batterie de Doonaha est gravement érodée et a perdu ses canons,.
Au point de vue religieux, le village fait partie de la paroisse de Carrigaholt. L'église du Saint-Esprit de Doonaha a été construite en 1808, elle est l'une des plus anciennes églises du diocèse de Killaloe.
L'école de Doonaha a été construite en 1886.

## Personnalités locales
- Pat Roche, danseur irlandais[6] ;
- Eugene O'Curry, historien.